# Franz von Feilitzsch
Franz Freiherr von Feilitzsch, auch Franziskus Freiherr von Feilitzsch  (* 25. Oktober 1944) ist ein deutscher Hochschullehrer im Ruhestand. Er gehört dem Adelsgeschlecht derer von Feilitzsch an.

## Werdegang
Franz Feilitzsch promovierte 1977 bei Paul Kienle mit seiner Dissertation: „γ-spektroskopische Untersuchungen von Hochspinzuständen mit Schwerionen-Compoundreaktionen und multipler Coulombanregung“. 1987 habilitierte er sich mit einer Arbeit zur „Suche nach Neutrinomassen“ am Lehrstuhl E15 von Rudolf Mößbauer, bevor er 1989 ebenda zum außerplanmäßigen Professor ernannt wurde. 1994 wurde er dann zum regulären Professor an demselben Lehrstuhl berufen.
Bis zu seinem Ruhestand am 31. Oktober 2010 forschte er vorrangig auf den Gebieten:
- Dunkle Materie im Universum
- Neutrinophysik und schwache Wechselwirkung
- Tieftemperaturphysik
- Detektorentwicklung und Supraleitung.

## Werke/Schriften (Auswahl)
- Franziskus von Feilitzsch: γ-spektroskopische Untersuchungen von Hochspinzuständen mit Schwerionen-Compoundreaktionen und multipler Coulombanregung. Dissertation, Technische Universität München, 1977
- Franziskus von Feilitzsch: Suche nach Neutrinomassen. Habilitationsschrift, Technische Universität München, 1986
- M. Wurm et al.: The next-generation liquid-scintillator neutrino observatory LENA. In: Astroparticle Physics. Band 35, Nr. 11, 2012, ISSN 0927-6505, S. 685–732, doi:10.1016/j.astropartphys.2012.02.011 (englisch, sciencedirect.com).